# Patrik Lundh
Patrik Lundh (* 12. Juni 1988 in Stockholm) ist ein schwedischer Eishockeyspieler, der seit Anfang 2022 erneut beim Färjestad BK aus der Svenska Hockeyligaen unter Vertrag steht.

## Karriere
Patrik Lundh begann seine Karriere als Eishockeyspieler in seiner Heimatstadt in der Nachwuchsabteilung von Djurgårdens IF, für dessen Profimannschaft er in der Saison 2006/07 sein Debüt in der Elitserien, der höchsten schwedischen Spielklasse, gab. Parallel spielte er fünf Mal für Almtuna IS in der zweitklassigen HockeyAllsvenskan. Zur Saison 2007/08 wechselte der Flügelspieler innerhalb der HockeyAllsvenskan zu den Malmö Redhawks. Anschließend verbrachte er zwei Jahre bei deren Ligarivalen Bofors IK. Zur Saison 2010/11 wurde der ehemalige Junioren-Nationalspieler vom Färjestad BK aus der Elitserien verpflichtet, mit dem er auf Anhieb den schwedischen Meistertitel gewann.
2016 verließ er die Lakers und wurde von seinem Heimatverein Djurgården verpflichtet, für den er in der Saison 2017/18 50 Scorerpunkte erzielte. Aufgrund dieser Leistungen erhielt er im Mai 2018 einen Vertrag bei Kunlun Red Star aus der Kontinentalen Hockey-Liga (KHL). Für den chinesischen KHL-teilnehmer erzielte er 21 Scorerpunkte in 61 Partien. Im Juli 2019 kehrte er nach Schweden zurück und wurde vom Linköpings HC verpflichtet.
Nach Ablauf Vertrages beim LHC unterzeichnete Olimb im April 2021 einen Vertrag bei den  Schwenninger Wild Wings aus der Deutschen Eishockey Liga. Zum Jahreswechsel 2021/22 kehrte Lundh zum Färjestad BK zurück und gewann mit diesem 2022 seine dritte schwedische Meisterschaft.

### International
Für Schweden nahm Lundh im Juniorenbereich an der U18-Junioren-Weltmeisterschaft 2006 sowie der U20-Junioren-Weltmeisterschaft 2008 teil. Bei der U20-WM 2008 gewann er mit seiner Mannschaft die Silbermedaille. Im Seniorenbereich stand er erstmals 2012 bei der Euro Hockey Tour im Aufgebot seines Landes.

## Erfolge und Auszeichnungen
- 2008 Silbermedaille bei der U20-Junioren-Weltmeisterschaft
- 2011 Schwedischer Meister mit dem Färjestad BK
- 2015 Schwedischer Meister mit den Växjö Lakers
- 2022 Schwedischer Meister mit dem Färjestad BK

## Elitserien-Statistik
(Stand: Ende der Saison 2020/21)